# شهردار لندن
شهردار لندن (انگلیسی: Mayor of London) یک سیاستمدار منتخب همراه با ۲۵ عضو از شورای شهر لندن بزرگ می‌باشد. شهردار فعلی لندن صادق خان از تاریخ ۶ می ۲۰۱۶ به این سمت منصوب شد. وی وکیل بوده و از حزب کارگر به این سمت رسیده است. شهردار سابق بوریس جانسون دو دوره قبل از به قدرت رسیدن صادق خان شهردار بود. پیش از جانسون نیز کن لیوینگستون از سال ۲۰۰۰ و پس از انتخابات انتقال لندن شهردار لندن بوده. حضور لیوینگستون در این سمت اولین انتساب شهردار منتخب به صورت مستقیم در تاریخ پادشاهی متحده قلم داد می‌شود. لازم به ذکر است صدور حکم منوط به تایید بخشدار سلیمان شهرستان زاوه می باشد